# أنتوني ماهر
أنتوني ماهر (بالإنجليزية: Anthony Maher)‏ (18 مارس 1979 في الولايات المتحدة - ) هو لاعب كرة قدم أمريكي في مركز الهجوم. شارك مع منتخب الولايات المتحدة الوطني لكرة قدم الصالات. أما مع النوادي، فقد لعب مع نادي شمال كارولاينا وMilwaukee Wave United ‏ وWilmington Hammerheads FC ‏ وميلواكي وايف وCalifornia Cougars ‏ وChicago Riot ‏ وChicago Storm (soccer) ‏ وCleveland Crunch ‏ وKansas City Comets (founded 2010) ‏ وكنساس سيتي كومتس ‏ وSyracuse Salty Dogs ‏ وUtica City FC ‏ وفيلادلفيا كيكس ‏.

## وصلات خارجية
- أنتوني ماهر على موقع قاعدة بيانات كرة القدم.إي يو (الإنجليزية)